# Miss Universo 1969
Miss Universo 1969 foi a 18.ª edição do Miss Universo, realizada em 19 de julho de 1969 no Miami Beach Auditorium, em Miami Beach, Flórida, nos Estados Unidos. Candidatas de 61 países e territórios competiram pelo título. No final do evento, a Miss Universo 1968, Martha Vasconcellos, do Brasil, coroou a filipina Gloria Diaz como sua sucessora.
A eleição de Diaz, uma ex-aluna de um colégio católico em Manila, baixinha e de aparência exótica, no início tão improvável e se tornando emblemática, por ser alguém tão diferente dos padrões de beleza até então, mostrou que no ano em que que o mundo passava por profundas mudanças, com o Festival de Woodstock mudando os conceitos de beleza, moda e comportamento, Richard Nixon tomando posse como presidente dos Estados Unidos e a chegada do homem à Lua, uma era chegava ao fim e outra se iniciava no Miss Universo.

## Evento
Gloria nunca foi uma das favoritas ao título e sua vitória foi uma surpresa contra as probabilidades. As favoritas do público e da imprensa, a finlandesa Harriet Eriksson, a brasileira Vera Fischer, a peruana Maria Julia Mantilla Mayer e a israelense Chava Levy, todas ficaram pelo caminho.
Gloria teve alta pontuação no desfile de maiô e entrou no Top 5. As finalistas foram ela, a Miss Finlândia, a australiana Joanne Bennet, então a grande favorita da imprensa e do público, a Miss Japão e a Miss Israel. Sua divertida entrevista com o apresentador Bob Barker, que fez a plateia rir com ela listando os nomes dos dois irmãos e das seis irmãs ("por idade ou ordem alfabética?")  e a simples e inteligente resposta  à pergunta final dos jurados sobre como ela entreteria na Terra um alienígena que viesse da Lua ("já que ele está há tanto tempo na Lua, acho que ele teria prazer nas mesmas pequenas coisas que dão prazer ao homem comum na Terra"), lhe deu preciosos pontos na avaliação do júri e quando a favorita Eriksson foi anunciada como segunda colocada, a pequena e improvável vencedora beleza filipina tornou-se a primeira miss Universo de seu país, com a coroa colocada na cabeça pela Miss Universo 1968, a brasileira Martha Vasconcellos.
A vitória de Glória, entretanto, provocou mais protestos que aplausos no chocado auditório do Miami Auditorium. Enquanto que em Manila os filipinos comemoraram por dias, a mídia internacional levantou grandes suspeitas sobre o resultado. Para alguns, tinha sido uma vitória política. O governo das Filipinas enfrentava grandes protestos do povo por apoiar os Estados Unidos na Guerra do Vietnã, incluindo o envio de tropas à zona de combate e o resultado teria sido arranjado de maneira a "acalmar os nervos" do povo filipino, que sempre teve grande interesse pelos concursos de beleza.Richard Nixon, o presidente dos EUA, aproveitou para fazer política de relações públicas: "Enquanto os americanos conquistaram a Lua – o que ocorreu dois dias depois – os filipinos conquistaram o Universo!". Para outros, porém, a vitória de Diaz tinha vindo em boa hora, porque quebrava um padrão de beleza estabelecido e mudava completamente as características dos concursos de Miss, deixando-os mais democráticos e com uma verdadeira face universal.
Esta foi uma edição em que a atenção popular foi uma das menores. Naqueles dias, toda a atenção mundial estava na missão Apollo 11, que no dia seguinte pousaria na Lua. Entre os jurados da edição estavam Norma Nolan, Miss Universo 1962 e a dona da maior agência de modelos do mundo, Eillen Ford.

## Resultados
| Colocação          | Candidata |
| ------------------ | --- |
| Miss Universo 1969 | - Filipinas — Gloria Diaz |
| 2.ª colocada       | - Finlândia — Harriet Eriksson |
| 3.ª colocada       | - Austrália — Joanne Barret |
| 4.ª colocada       | - Israel — Chava Levy |
| 5.ª colocada       | - Japão — Kikuyo Osuka |
| Top 15             | - Brasil — Vera Fischer - Áustria — Eva Staier - Chile — Mónica Larson - Colômbia — Margarita Reyes - Estados Unidos — Wendy Dascomb - Iugoslávia — Natasa Kosir - Noruega — Patricia Walker - Peru — Maria Julia Mantilla - Suécia — Brigitta Lindloff - Suíça — Patrice Sollner |

### Prêmios especiais

#### Miss Simpatia
- Vencedora:  Tunísia — Zohra Boufaden.

#### Miss Fotogenia
- Vencedora:  Nova Zelândia — Carole Robinson.

#### Melhor Traje Típico
- Vencedora:  Tailândia — Sangduan Manwong.

## Candidatas
Em negrito, a candidata eleita Miss Universo 1969. Em itálico, as semifinalistas.
| - Alemanha - Jesine Froese - Argentina - Liliana Pepe - Aruba - Jeannette Geerman - Austrália - Joanne Barret (3°) - Áustria - Eva Rueber-Staier (SF) - Bahamas - Joan Bowe - Bélgica - Danièle Roels - Bermudas - Maxime Bean - Bolívia - Luz María Rojas - Bonaire - Julia Nicolaas - Brasil - Vera Fischer (SF) - Canadá - Jacquie Perrin - Sri Lanka - Marlene Seneveratne - Chile - Mónica Teuber (SF) - Singapura - Mavis Kim - Colômbia - Margarita Zawadsky (SF) - Congo - Jeanne Mokomo - Coreia do Sul - Lim Hyunjung - Costa Rica - Diana Freda Antillón - Curaçao - Yvonne Wardekker - Dinamarca - Jeanne Perfeldt - Equador - Rosana Vinueza Estrada - Escócia - Sheena Drumond - Espanha - María Lorenzo - Estados Unidos - Wendy Dascomb (SF) - Filipinas - Gloria Diaz (1°) - Finlândia - Harriet Eriksson (2°) - França - Agathe Cognet - Grécia - Irene Diamantoglou - Guam - Anita Johnston - Holanda - Welmoed Hollenberg | - Honduras - Viena Paredes - Hong Kong - Christine Mei Mei Tam - Índia - Kavita Bhambani - Inglaterra - Myra Van Heck - Irlanda - Patricia Byrne - Islândia - Maria Baldursdóttir - Israel - Chava Levy (4°) - Itália - Diana Coccorese - Iugoslávia - Natasa Kosir (SF) - Jamaica - Carol Gerrow - Japão - Kikuyo Osuka (5°) - Luxemburgo - Marie Antoniette Bertinelli - Malásia - Rosemary Mui - Malta - Natalie Quintana - México - Gloria del Campo - Nicarágua - Soraya Chávez - Noruega - Patricia Walker (SF) - Nova Zelândia - Carole Robinson (MF) - País de Gales - Shirley Jones - Peru - María Julia Mantilla Mayer (SF) - Porto Rico - Aida Betancourt - República Dominicana - Rocío García Báez - Suécia - Brigitta Lindloff (SF) - Suíça - Patrice Sollner (SF) - Suriname - Greta Natsir - Tailândia - Sangduan Manwong (TT) - Tunísia - Zohra Boufaden (MS) - Turquia - Azra Balkan - Uruguai - Julia Moller - Venezuela - María José Sánchez |

- A semifinalista Miss Peru Maria Julia Mantilla veria sua sobrinha, Maria Julia "Maju" Mantilla, ser coroada Miss Mundo em 2004, 35 anos depois de sua participação no Miss Universo.[5]